# Gerard Clifford
Gerard Clifford (* 24. Juni 1941 in Lordship, County Louth, Irland; † 12. Dezember 2016) war ein irischer Geistlicher und römisch-katholischer Weihbischof in Armagh.

## Leben
Gerard Clifford empfing am 18. Juni 1967 die Priesterweihe.
Papst Johannes Paul II. ernannte ihn am 25. März 1991 zum Titularbischof von Hieron und zum Weihbischof in Armagh. Die Bischofsweihe spendete ihm der Erzbischof von Armagh, Cahal Brendan Daly, am 21. April desselben Jahres; Mitkonsekratoren waren Francis Joseph MacKiernan, Bischof von Kilmore, und Erzbischof Emanuele Gerada, Apostolischer Nuntius in Irland.
Am 27. Februar 2013 nahm Papst Benedikt XVI. seinen vorzeitigen Rücktritt aus gesundheitlichen Gründen an.